# Gainan Saidkhujin
Gainan Rakhmatovitx Saidkhujin (en rus Гайнан Рахматович Сайдхужин) (Novossibirsk, 30 de juny de 1937 - Miami, 13 de maig de 2015) va ser un ciclista soviètic d'origen rus, que va córrer durant els anys 50 i 60 del segle xx. Va participar en dos Jocs Olímpics i mai va passar al professionalisme.

## Palmarès
- 1957
  -  Campió de la Unió Soviètica en Contrarellotge per equips
  - Vencedor de 2 etapes a la Volta a la Unió Soviètica
- 1958
  - Vencedor d'una etapa a la Volta a Egipte
- 1959
  -  Campió de la Unió Soviètica en Contrarellotge per equips
- 1960
  - 1r a la Volta a Egipte
  - Vencedor d'una etapa a la Cursa de la Pau
- 1962
  - 1r a la Cursa de la Pau i vencedor d'una etapa
- 1963
  -  Campió de la Unió Soviètica en ruta
- 1965
  - 1r al Gran Premi de L'Humanité
  - Vencedor de 2 etapes a la Cursa de la Pau
- 1967
  - 1r a la Volta a la Unió Soviètica
  - 1r al Gran Premi de L'Humanité
- 1969
  - 1r a la Volta a Turquia
- 1970
  - Vencedor de 2 etapes a la FBD Insurance Rás